# Morto em combate

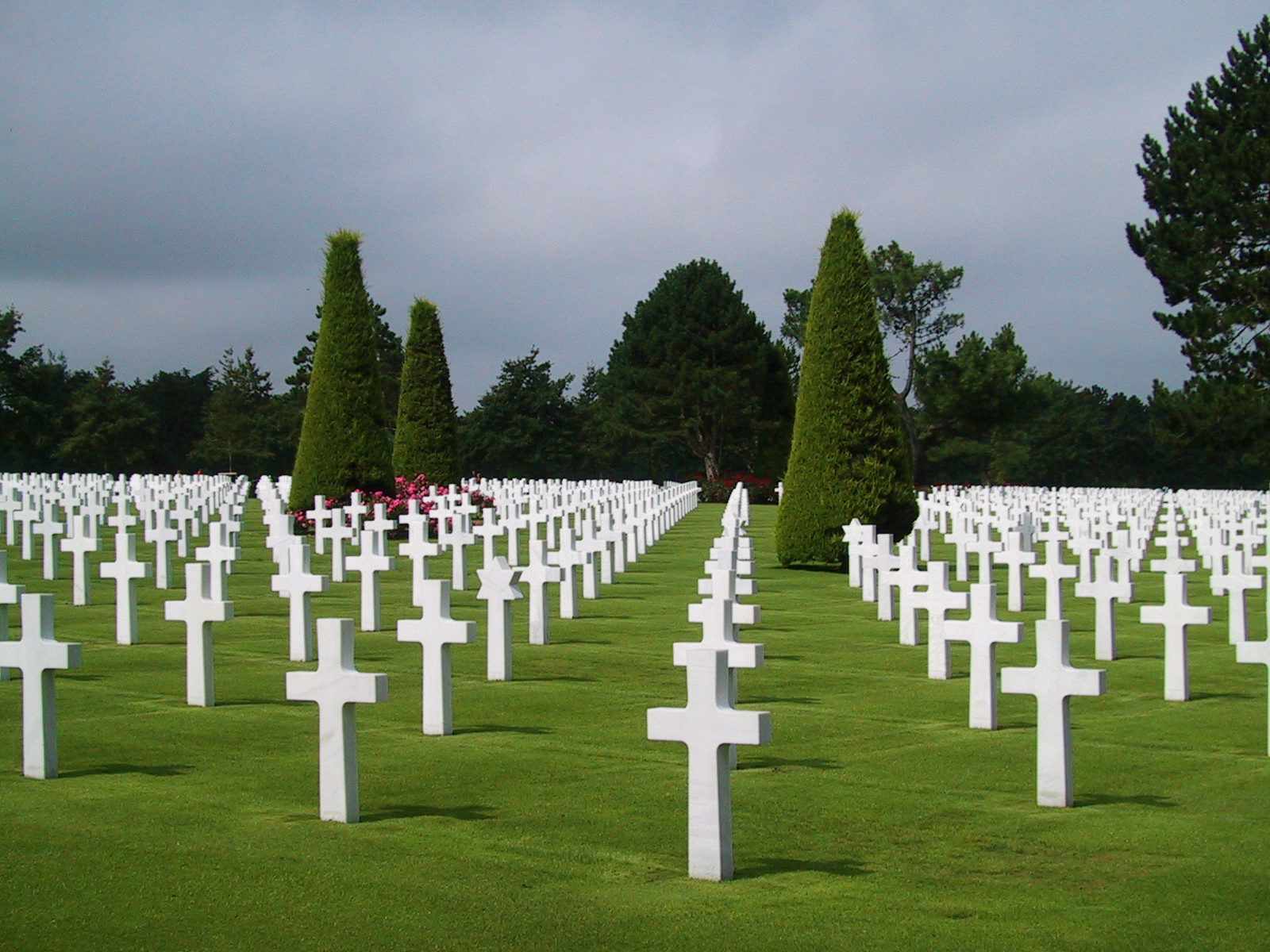
O Cemitério e Memorial Americano da Normandia, próximo a Colleville-sur-Mer, França.

As expressões morto em combate ou morto em ação, em inglês: "Killed in action" (KIA), indicam uma classificação de baixa usada por militares para descrever as mortes de componentes de suas forças por forças inimigas.
Mortes em combate geralmente acontecem em ataques hostis, e não resultam de acidentes ou falhas acidentais. Eles acontecem em linhas de frente, combates navais, combates aéreos e em tropas de apoio, e podem incluir aqueles que morrem no campo de batalha por causa de feridas.
A Organização do Tratado do Atlântico Norte (OTAN) também utiliza a classificação "morreu de feridas recebidas em ação" (em inglês: DWRIA, "Died of Wounds Received In Action" ). No entanto, historicamente, militares e historiadores têm utilizado a categoria "morto em combate".

## Sociedades honoríficas

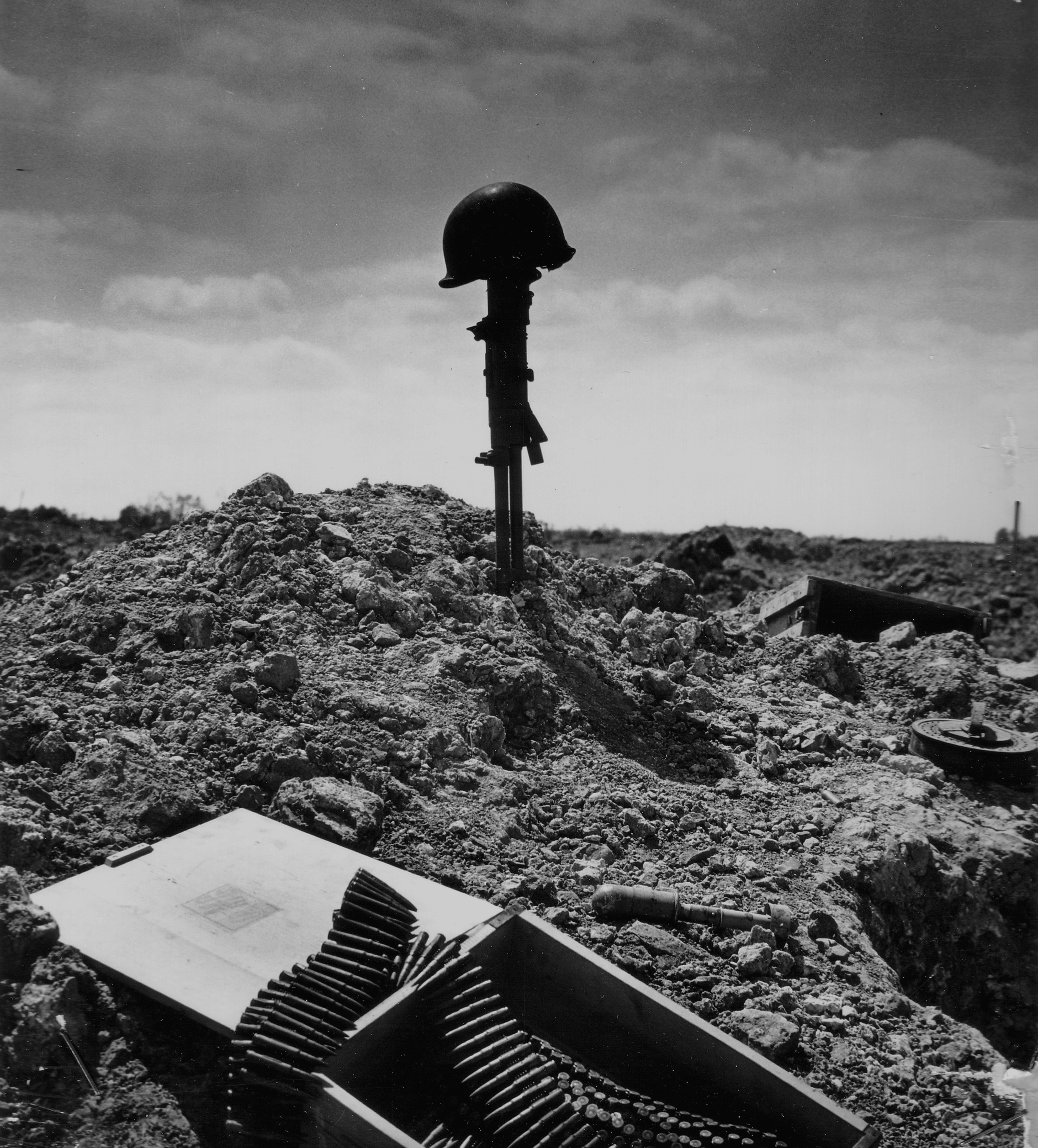
Sepultura temporária de um militar morto em combate durante a Batalha da Normandia.

Muitas sociedades veneram mortos em ação. Há dias de lembrança para militares mortos em combate, e há monumentos em honra dos soldados. As famílias dos que morrem em combate, em especial os seus parentes mais próximos, por vezes recebem tratamento preferencial, tais como honras militares, isenção de impostos e prémios financeiros. Há cerimonias e prémios para soldados mortos em ação. Há também paredes e memoriais para homenagear aqueles que morreram. Muitos dos mortos são homenageados. No Brasil existem várias associações de ex-combatentes para tal.